# Pulau Bakatbenuang
Pulau Bakatbenuang är en ö i Indonesien.   Den ligger i provinsen Sumatera Barat, i den västra delen av landet, 800 km nordväst om huvudstaden Jakarta.